# Дези Икарди
Дези Икарди (на италиански: Desy Icardi) е италианска комедийна актриса и писателка на произведения в жанра романтичен трилър, любовен роман и социална драма.

## Биография и творчество
Дези Икарди е родена в Торино, Италия. През 2004 г. завършва специалност „Анимационен театър“ (използване на театрални техники в области, които не са чисто сценични, като обучение) в Торинския университет. След дипломирането си работи като корпоративен треньор, стендъп комик и копирайтър.
От 2006 г. се изявява на кабаретните сцени под псевдонима „Дези“, автор е предимно на комични театрални текстове и на някои режисури. През 2013 г. създава Pataridens – първият италиански блог, посветен на женската комедия. През 2017 г. пише и участва в комедийния мини уебсериал „(Почти) писател“, който разказва историята на провалите на амбициозен писател.
Първият ѝ роман „Токчета и кражби“ е издаден през 2018 г. Две жени, професионална крадла и клептоманка, са хванати да крадат в магазин и са задържани в офиса на охраната, където са забравени за през нощта. Те спорят, разказват историите си, шегуват се и от разказите им се разбира, че всеки, поне веднъж в живота си, е откраднал нещо от някого, независимо дали са пари, време, внимание, секс или дори любов.
През 2019 г. е издаден романът ѝ „Момичето, което усещаше книгите“. Главната героиня Аделина отива през 1957 г. в Торино, за да учи и живее при леля си. Тя има проблеми с четенето и паметта, докато не открива, че притежава необикновена дарба: да чете с обонянието си книги на всякакви езици. Този ѝ талант обаче се превръща в заплаха когато алчният нотариус Верняно решава да я използва за декодиране на мистериозната древна книга, наречена „Ръкопис на Войнич“. Те трябва да се доберат до сейф в Ню Йорк, където го пази собственичката му, което е много рисковано. Книгата е номинирана за наградата за литература на Европейския съюз.
Дези Икарди живее в Торино.

## Произведения

### Самостоятелни романи
- Tacchi e taccheggi (2018)[1][4][5]
- L’annusatrice di libri (2019)[2]
Момичето, което усещаше книгите, ИК „Персей“, София (2022), прев. Ваньо Попов
- La ragazza con la macchina da scrivere (2020)
- La biblioteca dei sussurri (2021)
- La fotografa degli spiriti (2022)

### Екранизации
- 2017 (Quasi) writer – комедиен мини уебсериал